# Anatol Cheptine
Anatol Cheptine (Tiraspol, 20 maggio 1990) è un ex calciatore moldavo, di ruolo centrocampista.

## Palmarès

### Club

#### Competizioni nazionali
- Campionato moldavo: 1

Sheriff Tiraspol: 2011-2012
- Coppa di Moldavia: 2

Tiraspol: 2012-2013
Zimbru Chișinău: 2013-2014
- Supercoppa di Moldavia: 1

Zimbru Chișinău: 2014